# Carl Herman Erlandsson
Carl Herman Erlandsson, född 2 april 1857 i Östra Strandmora, By församling, Kopparbergs län, död 25 oktober 1936 i Bondkyrka församling, Uppsala län, var en svensk lumpsamlare, valackare, kopparslagare och spelman.

## Biografi
Erlandsson tillhörde resandefolket och var son till den kringresande lumpsamlaren och valackaren Karl Magnus Erlandsson (1817-1877) och Maria Sophia Andersdotter Kihlström (1822-1874). På fädernet härstammade han från Hans Henrik Rumor som hade invandrat från Finland i mitten av 1700-talet och omnämns i samtida finska källor som "zigenare". Erlandsson var på mödernet ättling till resandeanfadern Peter Detlofsson. 
Erlandsson lärde sig spela fiol av sin fader runt tio års ålder och uppträdde vid bröllop och andra evenemang i Uppland. Vid 20 års ålder slutade han att spela för att istället resa runt och livnära sig som valackare och lumpsamlare. 
Han dömdes till drygt 9 års straffarbete och böter efter att ha knivhuggit hästslaktaren Karl Otto Wahlgren så illa att denne avled. Detta dråp blev medialt uppmärksammat i flera tidningar runt om i landet. Tidningen Nya Skåne skriver att Erlandsson inte visat på någon ånger under rannsakningen och ska enligt vittnen yttrat orden "nu vet du hur du har det" i samband med när han knivhögg Wahlgren. Göteborgs-Posten skriver att Erlandsson tillhör ett släkte som "i hvilken utöfvande af mord och dråp eller försök till sådana brott icke är sällsynt". Erlandsson spenderade mestadels av sin fängelsetid på Nya Varvets centralfängelse i Göteborg där det går att läsa i bevarade protokoll att Erlandssons familj och kusiner "föra i allmänhet ett kringstrykande liv såsom hästskojare, lumpsamlare och vallackare". Erlandsson uppgav att han lämnade hemmet vid 17 års ålder då han ofta agades av sin far, ibland med under våldsamma anfall av "häftighet slog öfvermåttan". Erlandsson frigavs från Långholmens centralfängelse den 5 november 1887. Han flyttade till sin yngre bror Anders August i Söderala, Hälsingland där han får arbete som dräng och senare anställning på Sandarnes hyvleri.
Han gifte sig senare med Maria Gustava Löfgren (1864-1955) med vilken han fick gemensamt åtta barn. Erlandsson hade tidigare den oäkta sonen Karl Herman Henning (1878-1963) tillsammans med Anna Kristina Axelsson.
Erlandsson flyttade med sin familj 1907 till Rickomberga i Uppsala där han började arbeta som förtennare och kopparslagare. Två år senare uppmuntrade ärkebiskopen Nathan Söderblom honom att åter börja spela fiol och medverka på spelmansträffar. Efter sin medverkan vid spelmanstävlingen i Uppsala 1909 blev han rikskändis. Flera låtar blev nedtecknade av honom, däribland valsen "Tattarvalsen" som hör till hans kändaste verk.